# Кобзарь, Виталий Юрьевич
Вита́лий Ю́рьевич Кобза́рь (укр. Віталій Юрійович Кобзар; род. 9 мая 1972, Фрунзе) — киргизский и украинский футболист, играл за национальную сборную Кыргызстана.

## Биография
Футболом стал заниматься с 9 лет. Первый тренер — Александр Алексеевич Чебан.
В 1990—1993 играл за «Алгу» во второй лиге чемпионата СССР, затем — в чемпионате Кыргызстана. В 1992 был признан лучшим игроком страны, а в 1993 стал вместе с Василием Ермошкиным лучшим бомбардиром клуба — забил 22 мяча в чемпионате.
После того как удачно выступил на Кубке чемпионов Содружества, переехал на Украину. Выступал за «Днепр» (Черкассы) и «Кристалл» (Чертков).
С 1996 — в «Ворскла». Вместе с клубом в первый же сезон стал бронзовым призёром чемпионата Украины.
С 2003 играл за «Оболонь» и «Горняк» (Кривой Рог). Завершил карьеру в «Черкассах».
В еврокубках — 11 матча, 4 голов.
В сборной Кыргызстана — 5 матчей.

## Достижения
- Чемпион Кыргызстана (2): 1992, 1993
- Обладатель Кубка Кыргызстана (2): 1992, 1993
- Бронзовый призёр чемпионата Украины: 1996/97
- Лучший футболист Кыргызстана 1992 года.

## Семья
Женился в 19 лет. Супруга Наталья, дочери Кристина и Дарина.